# مطار درواز
مطار درواز (بالإنجليزية: Darwaz Airport) (إياتا: DAZ، إيكاو: OADZ) هو مطار للاستخدام الخاص ويقع بالقرب من درواز، بدخشان، أفغانستان.

## روابط خارجية
- سجل المطار لمطار دارواز نسخة محفوظة 3 مارس 2016 على موقع واي باك مشين. في Landings.com.